# Olší
Olší är en ort i Tjeckien.   Den ligger i distriktet Okres Brno-Venkov och regionen Södra Mähren, i den östra delen av landet, 150 km sydost om huvudstaden Prag. Olší ligger 534 meter över havet och antalet invånare är 298.
Terrängen runt Olší är kuperad österut, men västerut är den platt.Runt Olší är det ganska tätbefolkat, med 93 invånare per kvadratkilometer. Närmaste större samhälle är Bystřice nad Pernštejnem, 11,5 km norr om Olší. I omgivningarna runt Olší växer i huvudsak blandskog.